# Poliedro dual

Dual cubo-octaedro

Em geometria, os poliedros estão associados aos pares, chamados duais, onde os vértices de um inscrevem às faces do outro. O dual do dual é o poliedro original. O dual de um poliedro com vértices equivalentes  é um com faces equivalentes, e de um com arestas equivalentes é outro com arestas equivalentes. Assim os poliedros regulares — os Sólidos Platónicos e os Poliedros de Kepler-Poinsot — estão organizados em pares de duais.
Os sólidos duais dos sólidos de Arquimedes são os Sólidos de Catalan e vice-versa.
O dual de um poliedro regular é o poliedro que se obtém unindo por segmentos de recta os centros das faces consecutivas do poliedro dado.
De acordo com Kepler, a dualidade estava associada aos gêneros dos sólidos, o dual de um sólido masculino sendo um sólido feminino, e vice-e-versa. O tetraedro é um sólido hermafrodita, porque ele é inscrito nele mesmo.